# Tippler angielski

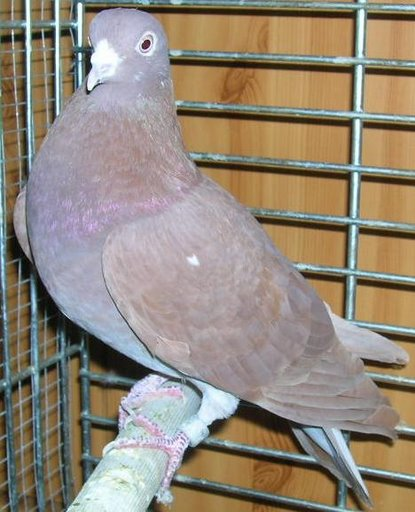
Tippler angielski

Tippler angielski jest to jedna z odmian rasy gołębi nazwanej Tipplerami lotnymi.
Według klasyfikacji "Ogólnopolskiego Kolegium Sędziów Ekspertów Gołębi Rasowych" Tippler angielski jest zaliczany do grupy gołębi lotnych (grupa IX).
Tipplery angielskie uzyskano w Wielkiej Brytanii w XX wieku.
Gołębie tej odmiany są krępej budowy z nisko osadzonym tułowiem. Upierzenie podstawowe jest białe, na tle którego są różnobarwne, w zależności od odmiany Tipplerów głowa, szyja, końcówki skrzydeł, klatka piersiowa i brzuch.